# Toekoelan

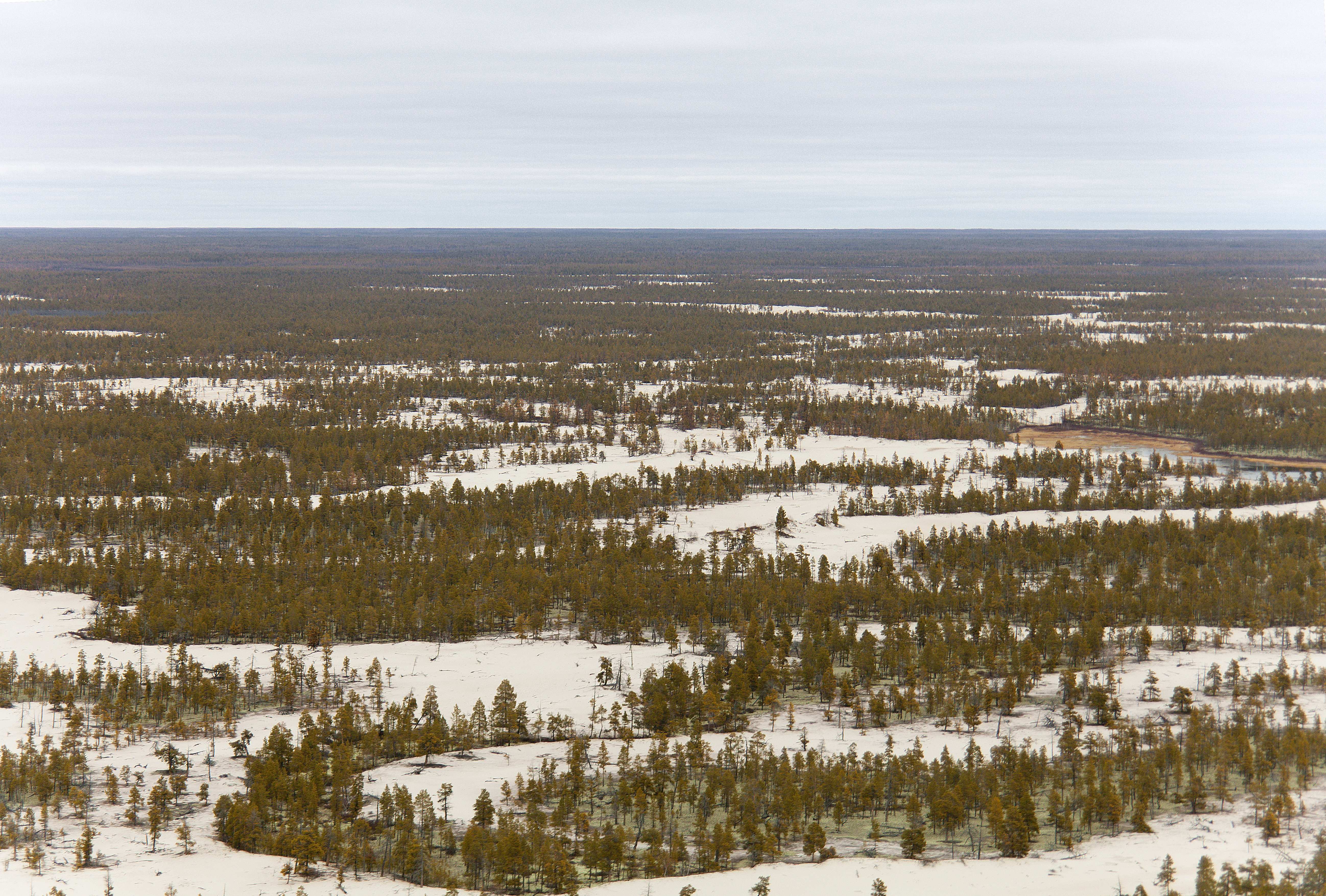
Landschap met begroeide toekoelanen in de oeloes Viljoejski in Jakoetië

Een toekoelan (Russisch: тукулан, Jakoets: тукулаан; toekoelaan; "open ruimte, verspreid zand", Evenks: тукала; toekala; "zand" of тукалаг; toekalag; "zandtong"), meervoud toekoelanen (Russisch: тукуланы; toekoelany), is een door de wind uitgeblazen zandduin die lijkt op een sikkelduin en voorkomt in het stroomgebied van de rivier de Lena (vooral in het dal van de zijrivier Viljoej) in de Russische autonome republiek Sacha (Jakoetië).
Het gebied is een onderdeel van de Centraal-Jakoetische Vallei. 
Een toekoelan is een soort paraboolduin waarbij de beide hoorns zich uitstrekken in windopwaartse richting. De lengte van een toekoelan kan variëren van enkele meters tot meer dan 40 kilometer. Toekoelanen schuiven op in de richting van de kust onder invloed van de windstromen vanaf de Lena. Bij dit verschuiven worden bomen aan de rand van bossen soms opgenomen. Deze bomen sterven vervolgens en komen soms na meer dan 100 jaar weer tevoorschijn aan de andere kant van de betreffende toekoelan. De grootste toekoelan (30-40 km) ligt langs de beneden- en middenloop van de rivier de Linde (zijrivier van de Viljoej) en verder langs de rivier de Choroeongi (63° 54′ NB, 123° 17′ OL).

## Vorming
Toekoelanen werden in 1886 voor het eerst genoemd door de Russische natuurhistoricus Richard Maack, toen deze rondtrok door het dal van de Viljoej. In 1927 werd door de Russische onderzoeker Sergej Koeznetsov een eerste beschrijving gegeven. Tegelijkertijd werd dit natuurverschijnsel ook onderzocht door geograaf Andrej Grigorjev en in 1935 door geobotanicus Tichon Rabotnov. Aanvankelijk wisten de wetenschappers weinig over de toekoelanen. Pas in de tweede helft van de jaren 1940 kon met behulp van luchtfotografie boven het gebied het natuurverschijnsel beter worden verklaard en kon het voorkomen van toekoelanen volledig in beeld worden gebracht.
De ronde vorm van de zandkorrels en de driezijdige kiezelstenen (windkeien en driekanters) die in toekoelanen worden aangetroffen wijzen op de eolische oorsprong van het verschijnsel. Geomorfoloog Boris Fjodorovitsj vermoedde dat toekoelanen de windroos van de regio volgen, hetgeen werd ondersteund door satellietbeelden en weerstationgegevens. Dit gaf tevens aan dat de windroos hier niet is gewijzigd sinds de vorming van de eerste toekoelanen. Mineralogisch gezien ligt de samenstelling van toekoelanen dicht bij de bodemsedimenten van de Viljoej (een zijrivier van de Lena) en haar zijrivieren.
Over de vorming van toekoelanen zijn twee theorieën in omloop. De ene stelt dat toekoelanen relicten zijn van zand uit een vroegere Pleistocene woestijn 20.000 jaar geleden, toen het westelijke deel van het Verchojanskgebergte met ijs was bedekt. Deze theorie wordt ondersteund door het feit dat er ook soortgelijke duinen onder de huidige taiga aanwezig zijn en de aanwezigheid van fossielen uit deze periode in verschillende toekoelanen. De andere theorie noemt de mogelijkheid van een ontstaan tijdens grote branden die mogelijk door menselijk handelen zouden zijn ontstaan. Deze branden zouden hebben geleid tot het blootleggen van zandafzettingen, waarna de wind de rest deed. Het wordt door geologen echter ook voor mogelijk gehouden dat toekoelanen zich alleen in gebieden bevinden met tektonische opheffing, hetgeen ze interessant maakt voor exploratie naar olie- en gasafzettingen.
Er zijn drie stadia in de vorming van toekoelanen aan te wijzen: eerst hoopt zich gedurende lange tijd zand uit rivierafzettingen op, vervolgens wordt dit zand verplaatst door de wind, waarna het zand op een nieuwe plek wordt afgezet waar de vegetatie deze vastzet.

## Natuur
De plekken waar toekoelanen voorkomen hebben een lagere luchtvochtigheid dan de omringende taiga, omdat het zand het water niet goed kan vasthouden. In de winter bevriest de zandige bodem dan ook minder snel dan de omliggende kleigronden en in de zomer ligt de  permafrost op een grotere diepte dan het omringende landschap. Toekoelanen zijn schaars begroeid. Tegen de rand van de taiga groeien dennen op de hellingen van de toekoelanen. Ook groeien er Siberische dwergdennen, die eigenlijk niet in Centraal-Jakoetië thuishoren: Deze soort groeit normaal gesproken alleen op de rotsachtige hellingen van het Verchojanskgebergte. Tussen de zandvlaktes zijn verder kleine met gras begroeide stukken te vinden.
Aan de voet van toekoelanen leven boomeekhoorns en andere knaagdieren die op de pijnboompitten afkomen. Ook struinen er grotere dieren zoals vossen en beren door de toekoelanen. Uilen en andere roofvogels leven op bomen die groeien aan de voet van de zandduinen. Tussen de toekoelanen liggen veel visrijke zoetwatermeren, waarbij in elk meer een soort vis de overhand heeft; meestal snoek of Carassius.

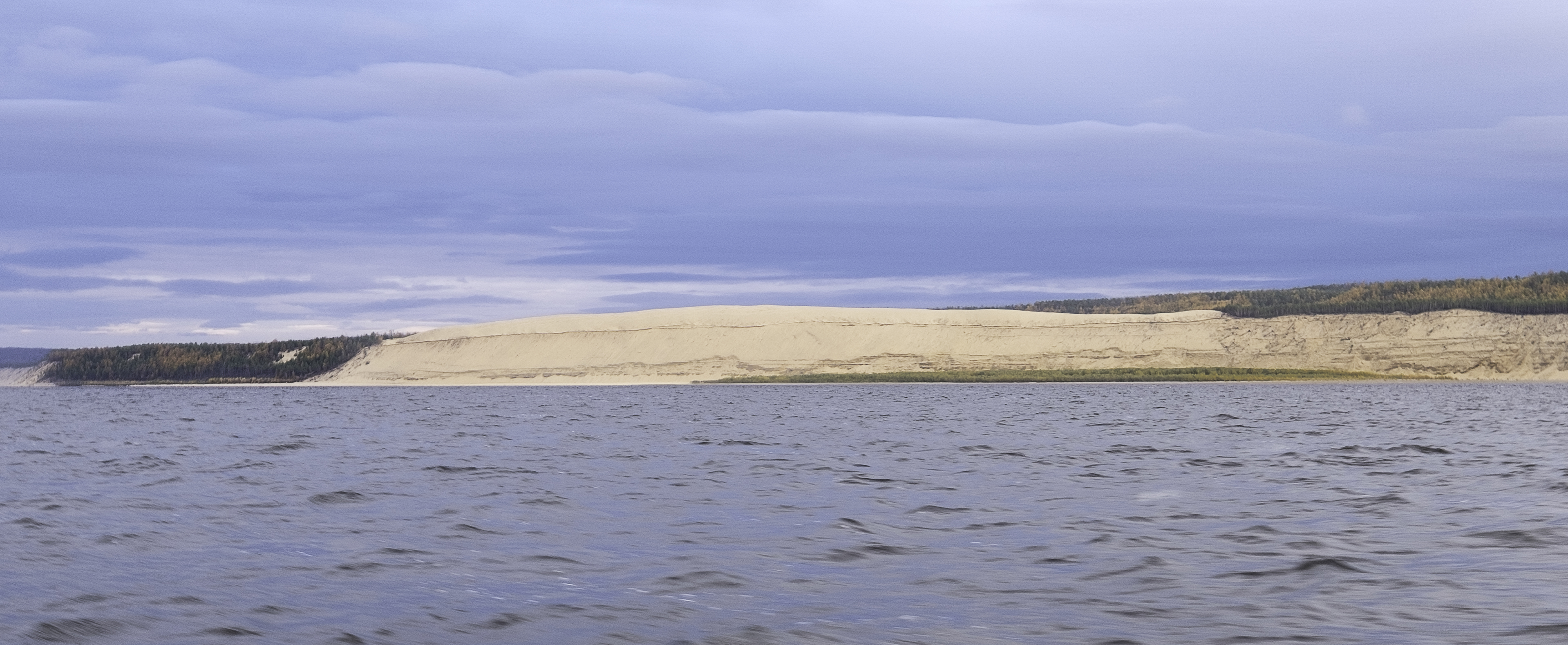
Toekoelan Säamis Koemara op de zuidelijke oever van de Lena tegenover het dorp Jelanka. Een toekoelan van ongeveer 5 kilometer bij 2 kilometer.